# Chailly-lès-Ennery

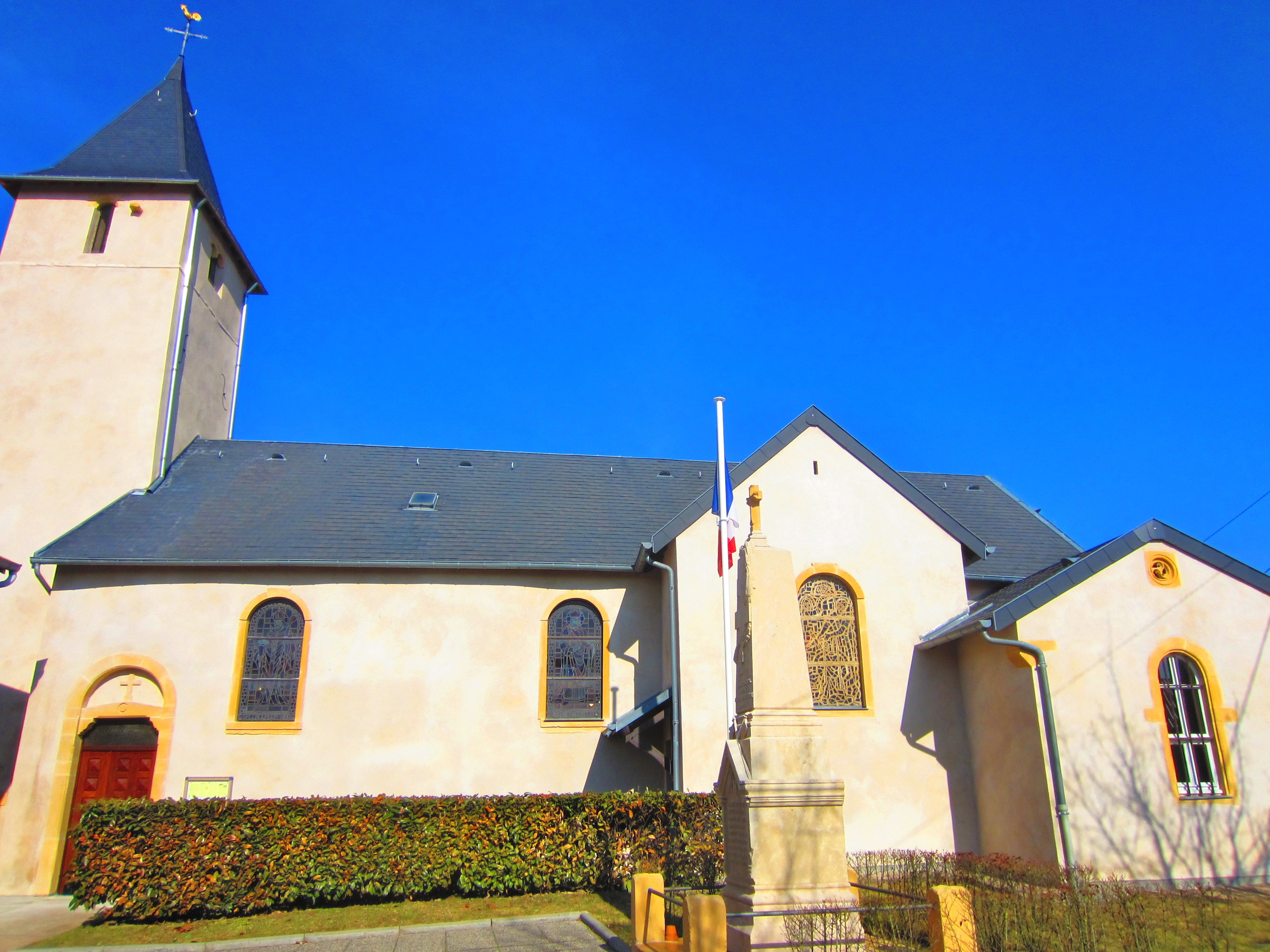
Kirche St.Jean-Baptiste

Chailly-lès-Ennery (deutsch Kettenchen, 1940–1944 Kettingen) ist eine französische Gemeinde mit 404 Einwohnern (Stand 1. Januar 2022) im Département Moselle in der Region Grand Est (bis 2015 Lothringen). Sie gehört zum Arrondissement Metz.

## Geographie
Chailly-lès-Ennery liegt in Lothringen, etwa zwölf Kilometer nördlich von Metz, fünf Kilometer westlich von Vigy und zweieinhalb Kilometer südöstlich  von Ennery auf einer Höhe zwischen 169 und 244 m über dem Meeresspiegel. Das Gemeindegebiet umfasst 7,37 km².

## Geschichte
Das Dorf wurde erstmals im Jahr 1128 unter dem Namen Chailley erwähnt. Die Ortschaft gehörte früher zum Bistum Metz. In deutschen Quellen wurde das Dorf 1544 Kettenchen und 1698 Ketenchen genannt.
Durch den Frankfurter Frieden vom 10. Mai 1871 kam die Region an das deutsche Reichsland Elsaß-Lothringen, und das Dorf wurde dem Landkreis Metz im Bezirk Lothringen zugeordnet. Die Dorfbewohner betrieben Getreide-, Wein- und Obstbau. Der französische Ortsname Chailly blieb bis 1915 amtlich.
Nach dem Ersten Weltkrieg musste die Region aufgrund der Bestimmungen des Versailler Vertrags 1919 an Frankreich abgetreten werden. Im Zweiten Weltkrieg war die Region von der deutschen Wehrmacht besetzt.
Während des Ersten Weltkriegs war das Dorf in Kettenchen umbenannt worden. 1940–1944 benutzte die deutsche Zivilverwaltung den Namen Kettingen.

### Demographie
| Anzahl Einwohner seit Ende des Zweiten WeLtkriegs | Anzahl Einwohner seit Ende des Zweiten WeLtkriegs | Anzahl Einwohner seit Ende des Zweiten WeLtkriegs | Anzahl Einwohner seit Ende des Zweiten WeLtkriegs | Anzahl Einwohner seit Ende des Zweiten WeLtkriegs | Anzahl Einwohner seit Ende des Zweiten WeLtkriegs | Anzahl Einwohner seit Ende des Zweiten WeLtkriegs | Anzahl Einwohner seit Ende des Zweiten WeLtkriegs | Anzahl Einwohner seit Ende des Zweiten WeLtkriegs |
| ------------------------------------------------- | ------------------------------------------------- | ------------------------------------------------- | ------------------------------------------------- | ------------------------------------------------- | ------------------------------------------------- | ------------------------------------------------- | ------------------------------------------------- | ------------------------------------------------- |
| Jahr                                              | 1962                                              | 1968                                              | 1975                                              | 1982                                              | 1990                                              | 1999                                              | 2007                                              | 2019                                              |
| Einwohner                                         | 171                                               | 197                                               | 211                                               | 230                                               | 254                                               | 272                                               | 345                                               | 420                                               |

## Kultur und Sehenswürdigkeiten
- Kirche St. Jean-Baptiste
- Überreste einer Templerburg, die 1386 von Truppen des Herzogs von Jülich niedergebrannt wurde